# 修道女ヘロニマ・デ・ラ・フエンテ

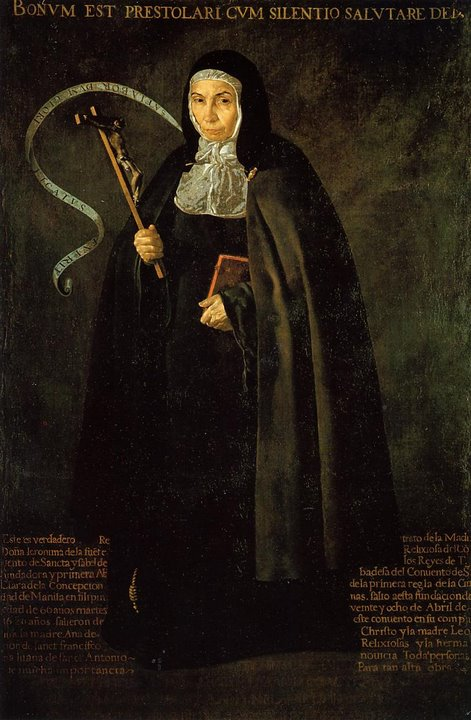
ディエゴ・ベラスケス『修道女ヘロニマ・デ・ラ・フエンテ』 (1620年) 162.5 × 105 cm、マドリード、個人 (フェルナンデス・デ・アロス) 蔵

『修道女ヘロニマ・デ・ラ・フエンテ』(しゆうどうじょヘロニマ・デ・ラ・フエンテ、西: La venerable madre Jerónima de la Fuente、英: The Nun Jerónima de la Fuente) は、バロック期のスペインの巨匠ディエゴ・ベラスケスによるキャンバス上の油彩画である。画家の初期セビーリャ時代に描かれた肖像画は4点が現存するのみであるが、本作はその中でも代表的な作品である。現在、マドリードのプラド美術館に所蔵されている。

## 歴史
本作は、本来、トレドのサンタ・イサベル修道院にあった。1926年のフランシスコ会の展覧会の折、発見され、エル・グレコに師事したスペインの画家ルイス・トリスタンに帰属されたが、修復された際、ベラスケスの署名と制作年が見つかった。作品は1944年にプラド美術館が購入した。なお、サンタ・イサベル修道院にはもう1点同じ修道女の肖像画があったが、この作品は現在、個人の所有となっている。十字架が斜めの視点から描かれているところがプラドの作品と異なっている。プラド美術館の作品の方がオリジナルで、先に制作されたものと見られている。

## 作品
ベラスケスは1611年、12歳の時にセビーリャの画家フランシスコ・パチェーコのもとで徒弟修業始め、1617年、18歳の時に画家として独立した。しかし、人物の肖像画を描き始めたのは3年後の1620年になってからであった。この時期の肖像画は４点が残されているのみであるが、2点存在する『修道女ヘロニマ・デ・ラ・フエンテ』はその中で最も印象的な作品である。
モデルのヘロニマ・デ・ラ・フエンテは上記のサンタ・イサベル修道院の責任者であり、フランシスコ会の修道女であった。ベラスケスが彼女を描いた時には65歳であったが、当時セビーリャからスペインの植民地であったフィリピンのマニラに渡航する準備をしていた。その後、フィリピンに到着すると当地で初となる女子修道院を設立した。
本作に見られるモデルの内面を完璧に捉える技術は肖像画家ベラスケスの誕生を告げている。修道女は自らに課された使命の重要性を受け止め、それを遂行する確固たる意志を湛えている。鑑賞者を射抜くような彼女の視線には勇敢さと強さが見事に表現されているのである。直立した修道女は背筋をまっすぐに伸ばし、手に握る十字架はまるで武器のようである。
ベラスケスは本作にイタリアのバロック期の巨匠カラヴァッジョの様式を用い、強烈な光で照らし出された厳格な写実主義を施して、人物の表情を強調している。この作品は個人肖像画の傑作であるだけでなく、スペインの修道士の理想像でもある。